# Charles Pfizer
 (octobre 2022).
Si vous disposez d'ouvrages ou d'articles de référence ou si vous connaissez des sites web de qualité traitant du thème abordé ici, merci de compléter l'article en donnant les références utiles à sa vérifiabilité et en les liant à la section « Notes et références ».
Charles Pfizer, né Karl Pfizer le 22 mars 1824 à Ludwigsbourg (Royaume de Wurtemberg) et mort le 19 octobre 1906 à Newport (Rhode Island), est un chimiste allemand qui a immigré aux États-Unis en 1848 à la suite de l'échec de l'émergence d'une société démocratique en Allemagne[réf. nécessaire] et fonde, avec son cousin confiseur Charles Erhart, la société Charles Pfizer & Co connue aujourd'hui sous le nom de Pfizer.